# 菅実花
菅 実花（かん みか、1988年 - ）は、日本の現代アーティスト。

## 経歴
横浜市生まれ。2021年東京藝術大学大学院美術研究科先端芸術表現専攻博士後期課程修了。博士号（美術）。
京都芸術大学 大学院芸術研究科（通信教育） 特任准教授。IAMAS推教授。

## 展示
- 「The Silent Woman」（文京区立森鷗外記念館、東京、2018）
- 「The Ghost in the Doll」（原爆の図丸木美術館、埼玉、2019）

## 受賞
VOCA展2020奨励賞受賞

## 著作
『〈妊婦〉アート論 孕む身体を奪取する』